# ドラムライン
『ドラムライン』 (Drumline) は、2002年のアメリカ映画。　
ボーイズIIメンやマドンナ等を手掛けたプロデューサー、ダラス・オースティンの実体験をもとに『フォレスト・ガンプ/一期一会』のスタッフが映画化し、主人公の挫折と再生を描く。続編として2014年に作られたテレビ映画「Drumline: A New Beat」がある。

## あらすじ
主人公のデヴォンは、マーチング・ドラマーとしての才能を持つ。その才能を見出したA&T大学マーチング・バンド部のリー監督は、デヴォンを音楽特待生としてスカウトする。
入部し才能を発揮していくが、チームメンバーを圧倒していく中で、自身の力に自惚れていく。その後リーダーとの勝負に勝利したデヴォンはスターティングメンバーに選出。しかしその舞台で個人プレーをしてしまい、リー監督に激怒される。また楽譜が読めないことも発覚し退部処分となる。
ライバル校モーリス・ブラウン大学との対決が控える中デヴォンは選択を迫られていく。

## スタッフ
- 監督：チャールズ・ストーン三世（英語版）
- 脚本：ティナ・ゴードン・チズム、ショーン・シェップス
- 制作総指揮・音楽制作総指揮：ダラス・オースティン
- 撮影：シェーン・ハールバット（英語版）
- 音楽：ジョン・パウエル

## キャスト
役名、俳優、日本語吹き替えの順に表記。
- デヴォン・マイルズ - ニック・キャノン（浜田賢二）
- リー監督 - オーランド・ジョーンズ（乃村健次）
- レイラ - ゾーイ・サルダナ（甲斐田裕子）
- ショーン・テイラー - レナード・ロバーツ（英語版）（遠藤純一）
- アーネスト - ジェイソン・ウィーバー
- ウェイド - J・アンソニー・ブラウン
- ワグナー - アフェモ・オミラミ
- GQジェイソン
- シャルル - ポワチエ
- ディードレ - キャンディス・ケアリー
- ドロシー・マイルズ - アンジェラ・ギブス
- ピーティー・パブロ - 本人
- ブルー・カントレル - 本人